# Marciuchowa (przystanek kolejowy)
Marciuchowa (biał. Марцюхова; ros. Марцюхова) – przystanek kolejowy w miejscowości Kurapawa, w rejonie tołoczyńskim, w obwodzie witebskim, na Białorusi. Leży na linii Moskwa - Mińsk - Brześć. Nazwa przystanku pochodzi od pobliskiej wsi Marciuchowa.